# ماریان میزگا
ماریان میزگا (انگلیسی: Marián Miezga؛ زادهٔ ۳۱ اکتبر ۱۹۷۴) بازیگر اهل کشور اسلواکی است. وی از سال ۱۹۹۹ میلادی تاکنون مشغول فعالیت بوده‌است.